# Kaisatsuko
El kaisatsuko (japonés: 回擦胡, literalmente «violín arco-rueda») es un instrumento de música experimental inventado por Yuichi Onoue de Tokio, Japón.[¿cuándo?]
El instrumento consiste en dos cuerdas y una mastíl sin trastes. Una manivela está fijada a pequeña rueda de nailon montado por la caja del instrumento. El tocante gira la manivela, causado la rueda a girar, activando las cuerdas como el arco con las cuerdas de un violín. Ese concepto parece a la zanfona medieval, más en contraste a estos, el kaisatsuko no tiene teclas, sino los dedos actúan directamente al mástil.